# صنایع گاردین
صنایع گاردین (انگلیسی: Guardian Industries) شرکت خوشه‌ای آمریکایی است، که در سال ۱۹۳۲ توسط ویلیام مورس دیویدسون تأسیس شد و هم‌اکنون زیرمجموعه‌ای از شرکت صنایع کوک می‌باشد.